# Premio Jean Vigo (Francia)
El Premio Jean Vigo fue creado en Francia en 1951 para honrar la memoria del cineasta francés Jean Vigo, autor de À propos de Nice o L'Atalante. Desde entonces, el premio reconoce la labor de un joven cineasta. Entre otros, han recibido ese premio directores como Chris Marker, Jean-Luc Godard o Alain Resnais.

## Historia y reglamento
La idea original partió Armand-Jean Cauliez, historiador del cine y biógrafo de Vigo, y el premio fue oficialmente fundado por Claude Aveline, escritor y amigo cercano del fallecido cineasta. La hija de Vigo, Luce Vigo, que el año de la fundación del premio contaba con 20 años, ha estado implicada activamente desde entonces, para perpetuar la memoria de su padre.
En 1991, y con el impulso esencial de Agnès Varda, se creó una asociación sin ánimo de lucro, L'Association Prix Jean Vigo, que desde entonces organizas anualmente el premio y también promueve el cine independiente, el séptimo arte en general y los encuentros culturales entre cineastas y público.
Se conceden cada año:
- el Premio Jean Vigo de largometraje (en francés Prix Jean Vigo du long métrage) al autor/a - realizador/a de una película de largometraje;
- el Premio Jean Vigo de cortometraje (en francés Prix Jean Vigo du court métrage) al autor/a - realizador/a de una película de cortometraje.[1]

El premiado es más el/la autor/a que la obra, y se busca la independencia de espíritu, la calidad artística y la originalidad. No importa la nacionalidad del premiado/a, pero la película debe ser de producción francesa (o coproducción con mayoría francesa).
Desde 2008 se entrega también un Vigo de honor (en francés Vigo d'honneur) a un/a autor/a por su trayectoria.

## Palmarés
* Fuente:Palmarés de la competición en la página oficial del premio. 
 * Hasta los años 1960 sólo se entregaba un premio. 

#### Década de 1950
| Año  | Cineasta                          | Película                          | País                              |
| ---- | --------------------------------- | --------------------------------- | --------------------------------- |
| 1951 | No hubo premio para largometraje. | No hubo premio para largometraje. | No hubo premio para largometraje. |
| 1952 | Henri Schneider                   | La Grande vie                     | Francia                           |
| 1953 | No hubo premio para largometraje. | No hubo premio para largometraje. | No hubo premio para largometraje. |
| 1954 | No hubo premio para largometraje. | No hubo premio para largometraje. | No hubo premio para largometraje. |
| 1955 | No hubo premio para largometraje. | No hubo premio para largometraje. | No hubo premio para largometraje. |
| 1956 | No hubo premio para largometraje. | No hubo premio para largometraje. | No hubo premio para largometraje. |
| 1957 | No hubo premio para largometraje. | No hubo premio para largometraje. | No hubo premio para largometraje. |
| 1958 | No hubo premio para largometraje. | No hubo premio para largometraje. | No hubo premio para largometraje. |
| 1959 | Claude Chabrol                    | El bello Sergio                   | Francia                           |

| Año  | Cineasta                          | Película                          | País                              |
| ---- | --------------------------------- | --------------------------------- | --------------------------------- |
| 1951 | Jean Lehérissey                   | La Montagne est verte             | Francia                           |
| 1952 | No hubo premio para cortometraje. | No hubo premio para cortometraje. | No hubo premio para cortometraje. |
| 1953 | Albert Lamorisse                  | Crin blanc                        | Francia                           |
| 1954 | Chris Marker et Alain Resnais     | Les Statues meurent aussi         | Francia                           |
| 1955 | Jean Vidal                        | Emile Zola                        | Francia                           |
| 1956 | Alain Resnais                     | Noche y niebla                    | Francia                           |
| 1957 | Alain Jessua                      | Léon la lune                      | Francia                           |
| 1958 | Louis Grospierre                  | Les Femmes de Stermetz            | Francia                           |
| 1959 | No hubo premio para cortometraje. | No hubo premio para cortometraje. | No hubo premio para cortometraje. |

#### Década de 1960
| Año  | Cineasta                          | Película                      | País            |
| ---- | --------------------------------- | ----------------------------- | --------------- |
| 1960 | Jean-Luc Godard                   | À bout de souffle             | Francia         |
| 1961 | Jacques Panijel y Jean-Paul Sassy | La Peau et les os             | Francia         |
| 1962 | Yves Robert                       | La Guerre des boutons         | Francia         |
| 1963 | Frédéric Rossif                   | Mourir à Madrid               | Yugoslavia      |
| 1964 | Robert Enrico                     | La Belle vie                  | Francia         |
| 1965 | No se concedió.                   | No se concedió.               | No se concedió. |
| 1966 | Sembène Ousmane                   | La Noire de…                  | Senegal         |
| 1967 | William Klein                     | Qui êtes-vous, Polly Maggoo ? | Estados Unidos  |
| 1968 | Christian de Chalonge             | O salto                       | Francia         |
| 1969 | Maurice Pialat                    | L'Enfance nue                 | Francia         |

| Año  | Cineasta           | Película                      | País            |
| ---- | ------------------ | ----------------------------- | --------------- |
| 1960 | Edouard Luntz      | ...Enfants des courants d'air | Francia         |
| 1961 | No se concedió.    | No se concedió.               | No se concedió. |
| 1962 | Maurice Cohen      | 10 juin 1944                  | Francia         |
| 1963 | Chris Marker       | La jetée                      | Francia         |
| 1964 | Robert Destanque   | La Saint Firmin               | Francia         |
| 1965 | Gérald Belkin      | Fait à Coaraze                | Francia         |
| 1966 | No se concedió.    | No se concedió.               | No se concedió. |
| 1967 | No se concedió.    | No se concedió.               | No se concedió. |
| 1968 | Fernand Moszkowicz | Désirée                       | Francia         |
| 1969 | Louis Roger        | Le Deuxième Ciel              | Francia         |

#### Década de 1970
| Año  | Cineasta                          | Película            | País    |
| ---- | --------------------------------- | ------------------- | ------- |
| 1970 | Raoul Coutard                     | Hoa binh            | Francia |
| 1971 | Jean-Louis Bertuccelli            | Remparts d'argile   | Francia |
| 1972 | Jérôme Laperrousaz                | Continental Circus  | Francia |
| 1973 | Guy Gilles                        | Absences répétées   | Francia |
| 1974 | Georges Perec y Bernard Queysanne | Un homme qui dort   | Francia |
| 1975 | René Féret                        | Histoire de Paul    | Francia |
| 1976 | Frank Cassenti                    | L'Affiche rouge     | Francia |
| 1977 | Christian Bricout                 | Paradiso            | Francia |
| 1978 | Jacques Champreux                 | Bako, l'autre rive  | Francia |
| 1979 | Jacques Davila                    | Certaines Nouvelles | Francia |

| Año  | Cineasta                   | Película                      | País            |
| ---- | -------------------------- | ----------------------------- | --------------- |
| 1970 | Laurent Gomes              | La Passion selon Florimond    | Francia         |
| 1971 | Jean-Charles Tacchella     | Les Derniers Hivers           | Francia         |
| 1972 | No se concedió.            | No se concedió.               | No se concedió. |
| 1973 | Pascal Aubier              | Le Soldat et les trois soeurs | Francia         |
| 1974 | Bruno Muel y Théo Robichet | Septembre chilien             | Francia         |
| 1975 | Christian Broutin          | La Corrida                    | Francia         |
| 1976 | Christian Paureilhe        | Caméra                        | Francia         |
| 1977 | No se concedió.            | No se concedió.               | No se concedió. |
| 1978 | No se concedió.            | No se concedió.               | No se concedió. |
| 1979 | Gérard Marx                | Nuit féline                   | Francia         |

#### Década de 1980
| Año  | Cineasta            | Película                              | País            |
| ---- | ------------------- | ------------------------------------- | --------------- |
| 1980 | René Gilson         | Ma blonde, entends-tu dans la ville ? | Francia         |
| 1981 | Jean-Pierre Sentier | Le Jardinier                          | Francia         |
| 1982 | Philippe Garrel     | L'Enfant secret                       | Francia         |
| 1983 | Gérard Mordillat    | Vive la sociale !                     | Francia         |
| 1984 | No se concedió.     | No se concedió.                       | No se concedió. |
| 1985 | Mehdi Charef        | Le Thé au harem d'Archimède           | Argelia         |
| 1986 | Jacques Rozier      | Maine océan                           | Francia         |
| 1987 | Laurent Perrin      | Buisson ardent                        | Francia         |
| 1988 | Luc Moullet         | La Comédie du travail                 | Francia         |
| 1989 | Dai Sijie           | Chine ma douleur                      | China           |

| Año  | Cineasta                 | Película                        | País            |
| ---- | ------------------------ | ------------------------------- | --------------- |
| 1980 | No se concedió.          | No se concedió.                 | No se concedió. |
| 1981 | No se concedió.          | No se concedió.                 | No se concedió. |
| 1982 | Marie-Claude Treilhou    | Lourdes l'hiver                 | Francia         |
| 1983 | Pierre-Henri Salfati     | La Fonte de Barlaeus            | Francia         |
| 1984 | No se concedió.          | No se concedió.                 | No se concedió. |
| 1985 | Michel Chion             | Éponine                         | Francia         |
| 1986 | Agnès Merlet             | Poussière d'étoiles             | Francia         |
| 1987 | Joël Farges              | Pondichéry, juste avant l'oubli | Francia         |
| 1988 | François Margolin        | Elle et lui                     | Francia         |
| 1989 | Marie-Christine Perrodin | Le Porte-plume                  | Francia         |

#### Década de 1990
| Año  | Cineasta            | Película                                          | País       |
| ---- | ------------------- | ------------------------------------------------- | ---------- |
| 1990 | Patrick Grandperret | Mona et moi                                       | Francia    |
| 1991 | Éric Barbier        | Le Brasier                                        | Francia    |
| 1992 | Olivier Assayas     | Paris s'éveille                                   | Francia    |
| 1993 | Anne Fontaine       | Les Histoires d'amour finissent mal... en général | Luxemburgo |
| 1994 | Cédric Kahn         | Trop de bonheur                                   | Francia    |
| 1995 | Xavier Beauvois     | N'oublie pas que tu vas mourir                    | Francia    |
| 1996 | Pascal Bonitzer     | Encore                                            | Francia    |
| 1997 | Bruno Dumont        | La Vie de Jésus                                   | Francia    |
| 1998 | Claude Mouriéras    | Dis-moi que je rêve                               | Francia    |
| 1999 | Noémie Lvovsky      | La Vie ne me fait pas peur                        | Francia    |

| Año  | Cineasta           | Película                  | País            |
| ---- | ------------------ | ------------------------- | --------------- |
| 1990 | Michel Such        | Elli fat mat              | Argelia         |
| 1991 | Arnaud Desplechin  | La Vie des morts          | Francia         |
| 1992 | Sophie Fillières   | Des Filles et des chiens  | Francia         |
| 1993 | Emmanuel Descombes | Faits et gestes           | Francia         |
| 1994 | Jacques Maillot    | 75 centilitres de prières | Francia         |
| 1995 | Laurent Cantet     | Tous à la manif           | Francia         |
| 1996 | No se concedió.    | No se concedió.           | No se concedió. |
| 1997 | Thomas Bardinet    | Soyons amis !             | Francia         |
| 1998 | Sébastien Lifshitz | Les Corps ouverts         | Francia         |
| 1999 | Christian Dor      | Le Bleu du ciel           | Francia         |

#### Década de 2000
| Año  | Cineasta                             | Película                    | País            |
| ---- | ------------------------------------ | --------------------------- | --------------- |
| 2000 | Orso Miret                           | De l'histoire ancienne      | Francia         |
| 2000 | Patricia Mazuy                       | Saint-Cyr                   | Francia         |
| 2001 | No se concedió.                      | No se concedió.             | No se concedió. |
| 2002 | Charles Najman                       | Royal Bonbon                | Francia         |
| 2003 | Jean-Paul Civeyrac                   | Toutes ces belles promesses | Francia         |
| 2004 | Patrick Mimouni                      | Quand je serai star         | Argelia         |
| 2005 | Jérôme Bonnell                       | Les Yeux clairs             | Francia         |
| 2005 | Julien Samani                        | La Peau trouée              | Francia         |
| 2006 | Laurent Achard                       | Le Dernier des fous         | Francia         |
| 2007 | Serge Bozon                          | La France                   | Francia         |
| 2008 | Emmanuel Finkiel                     | Nulle part, terre promise   | Francia         |
| 2009 | Olivier Ducastel y Jacques Martineau | L'Arbre et la forêt         | Francia         |

| Año  | Cineasta                   | Película                | País            |
| ---- | -------------------------- | ----------------------- | --------------- |
| 2000 | Yves Caumon                | Les Filles de mon pays  | Francia         |
| 2001 | Alain Guiraudie            | Ce vieux rêve qui bouge | Francia         |
| 2001 | Emmanuel Bourdieu          | Candidature             | Francia         |
| 2002 | Sarah Petit y Michel Klein | L'Arpenteur             | Francia         |
| 2003 | Nathalie Loubeyre          | La Coupure              | Francia         |
| 2004 | Olivier Torres             | La Nuit sera longue     | Francia         |
| 2005 | No se concedió.            | No se concedió.         | No se concedió. |
| 2006 | Thomas Salvador            | De sortie               | Francia         |
| 2007 | F.J. Ossang                | Silencio                | Francia         |
| 2008 | Hélier Cisterne            | Les Paradis perdus      | Francia         |
| 2009 | Mikhaël Hers               | Montparnasse            | Francia         |

#### Década de 2010
| Año  | Cineasta              | Película                            | País    |
| ---- | --------------------- | ----------------------------------- | ------- |
| 2010 | Katell Quillévéré     | Un poison violent                   | Francia |
| 2011 | Rabah Ameur Zaimeche  | Les Chants de Mandrin               | Argelia |
| 2012 | Héléna Klotz          | L'Âge atomique                      | Francia |
| 2013 | Jean-Charles Fitoussi | L'Enclos du temps                   | Francia |
| 2014 | Jean-Charles Hue      | Mange tes morts : tu ne diras point | Francia |
| 2015 | Damien Odoul          | La Peur                             | Francia |
| 2016 | Albert Serra          | La muerte de Luis XIV               | España  |
| 2017 | Mathieu Amalric       | Barbara                             | Francia |
| 2018 | Yann Gonzalez         | Un couteau dans le cœur             | Francia |
| 2018 | Jean-Bernard Marlin   | Shéhérazade                         | Francia |
| 2019 | Stéphane Batut        | Vif-argent                          | Francia |

| Año  | Cineasta              | Película                               | País    |
| ---- | --------------------- | -------------------------------------- | ------- |
| 2010 | Nicolas Pariser       | La République                          | Francia |
| 2011 | Damien Manivel        | La Dame au chien                       | Francia |
| 2012 | Vincent Dietschy      | La Vie parisienne                      | Francia |
| 2012 | Louis Garrel          | La Règle de trois                      | Francia |
| 2013 | Yann Le Quellec       | Le Quepa sur la vilni !                | Francia |
| 2014 | Sébastien Betbeder    | Inupiluk                               | Francia |
| 2015 | Pierre-Emmanuel Urcun | Le Derniers des Céfrancs               | Francia |
| 2016 | Vincent le Port       | Le Gouffre                             | Francia |
| 2017 | Emmanuel Marre        | Le Film de l'été                       | Francia |
| 2018 | Guillaume Brac        | L'Amie du dimanche (Contes de juillet) | Francia |
| 2019 | Claude Schmitz        | Braquer Poitiers                       | Bélgica |

#### Década de 2020
| Año  | Cineasta           | Película       | País    |
| ---- | ------------------ | -------------- | ------- |
| 2020 | Sophie Letourneur  | Enorme         | Francia |
| 2021 | Axelle Ropert      | Petite Solange | Francia |
| 2022 | Alice Diop         | Saint Omer     | Francia |
| 2023 | Dominique Marchais | La Rivière     | Francia |
| 2024 | Louise Courvoisier | Vingt dieux    | Suiza   |
| 2025 | Louise Hémon       | L'Engloutie    | Francia |

| Año  | Cineasta        | Película                    | País    |
| ---- | --------------- | --------------------------- | ------- |
| 2020 | Mathilde Profit | Un adieu                    | Francia |
| 2021 | Lila Pinell     | Le Roi David                | Francia |
| 2022 | Virgil Vernier  | Kindertotenlieder           | Francia |
| 2023 | Julia Kowalski  | J'ai vu le visage du diable | Francia |
| 2024 | Lais Decaster   | Car wash                    | Francia |
| 2025 | David Ingels    | Bel Companho                | Francia |

## Vigo de Honor
| Año  | Premiado                    | País      |
| ---- | --------------------------- | --------- |
| 2008 | Jacques Doillon             | Francia   |
| 2010 | Otar Iosseliani             | Georgia   |
| 2011 | Jean-Marie Straub           | Francia   |
| 2012 | Agnès Varda                 | Bélgica   |
| 2013 | Léos Carax                  | Francia   |
| 2016 | Paul Vecchiali              | Francia   |
| 2017 | Aki Kaurismäki              | Finlandia |
| 2018 | Jean-François Stévenin      | Francia   |
| 2019 | Alain Cavalier              | Francia   |
| 2020 | Arnaud y Jean-Marie Larrieu | Francia   |
| 2021 | Claire Denis                | Francia   |
| 2022 | Jacques Nolot               | Francia   |
| 2023 | Claire Simon                | Francia   |
| 2024 | Elia Suleiman               | Israel    |
| 2025 | Wang Bing                   | China     |